# ロイク-ロイカーバート鉄道ABDeh4/4形電車

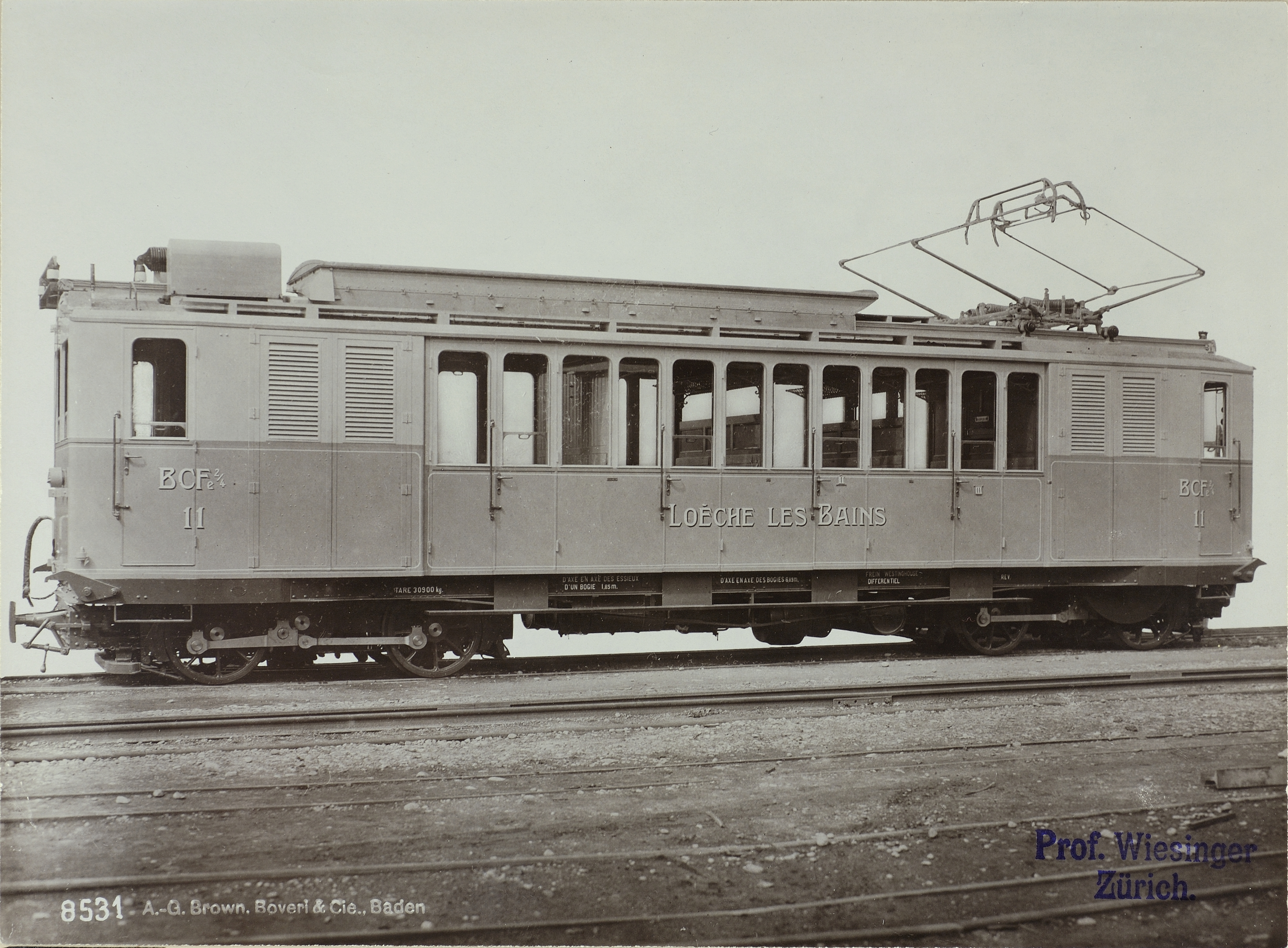
BCFe2/4形として製造された当初の11号機、1915年頃

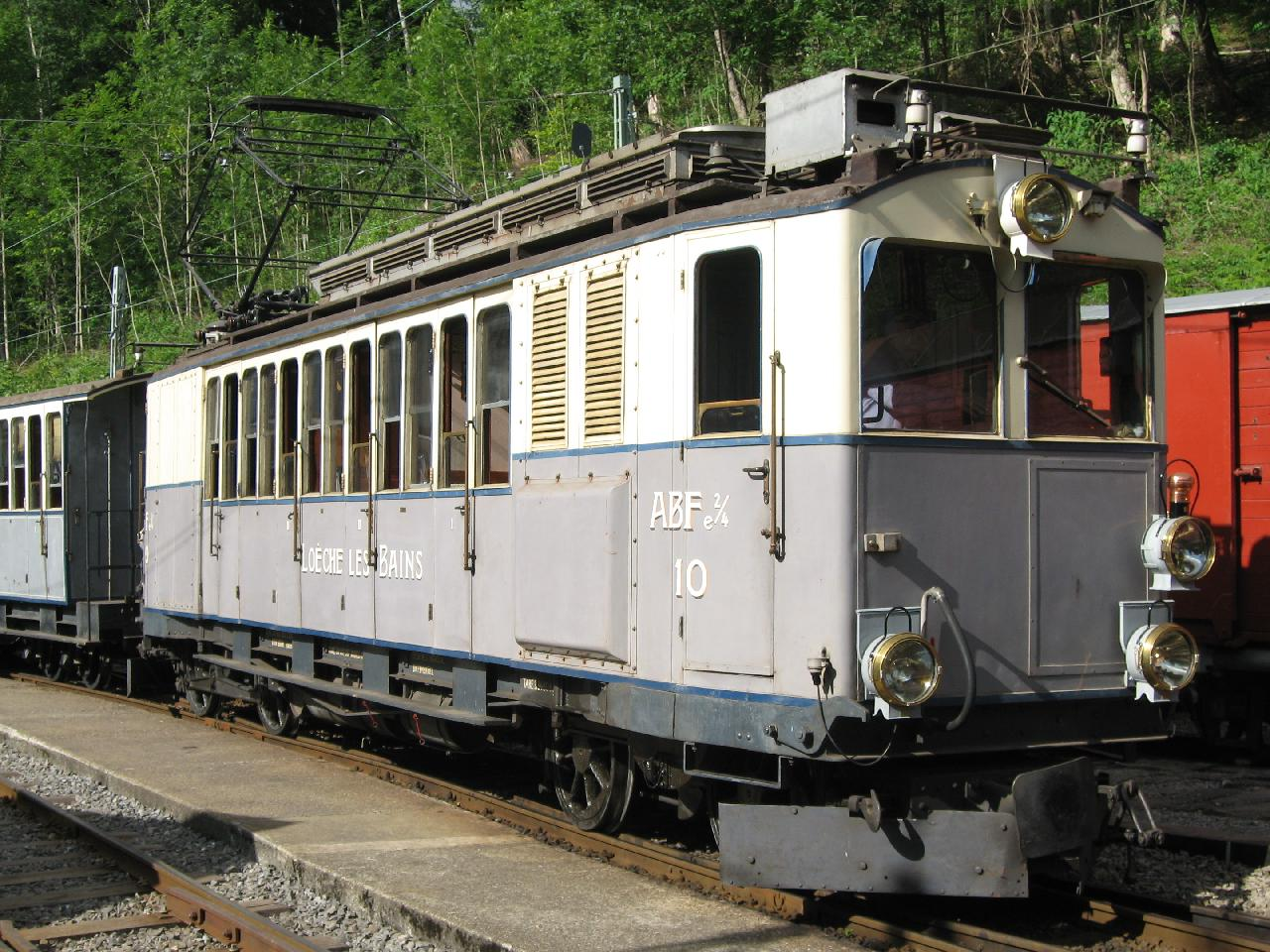
ブロネイ-シャンビィ博物館鉄道で動態保存されるABDeh4/4 10号機、動態保存機であるため車体標記が1956-62年時の形式名であるABFe2/4 10号機となっているが、機体は動軸4軸、ラック駆動併用であり形式名と合致していない、2011年

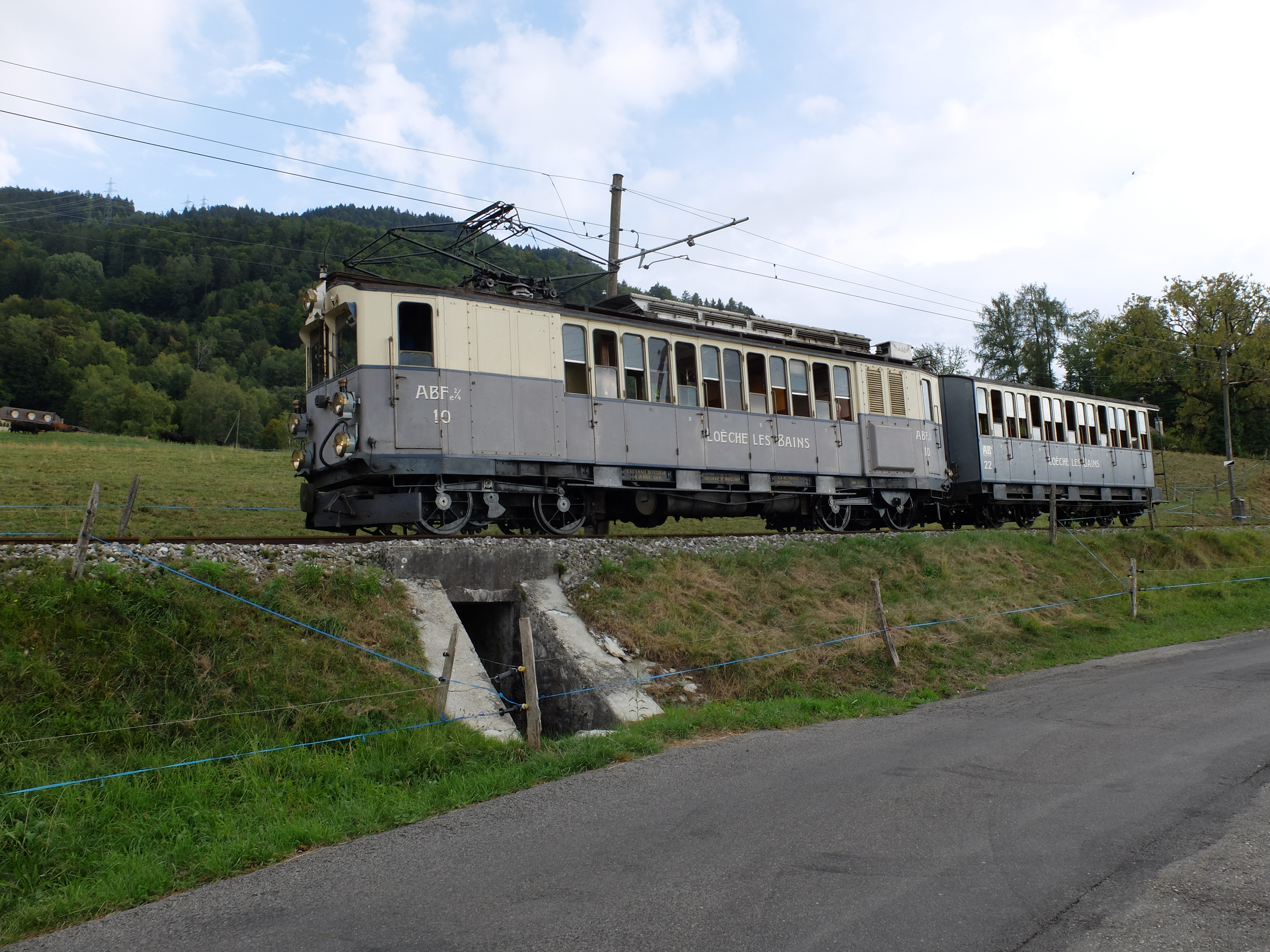
ブロネイ-シャンビィ博物館鉄道で動態保存され、AB^{4} 22号車を牽引するABDeh4/4 10号機、2018年

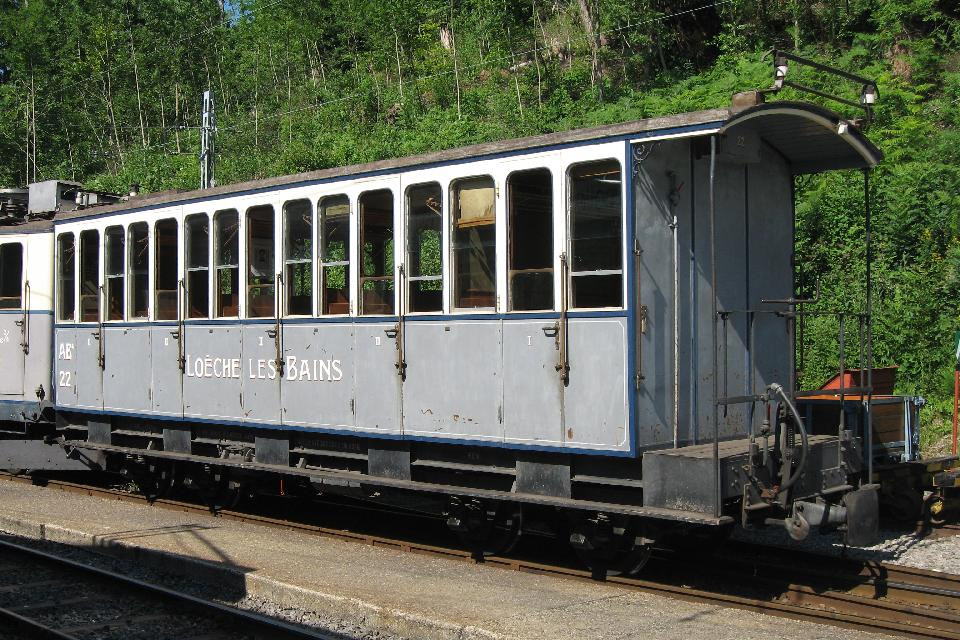
ABDeh4/4 10号機とともにブロネイ-シャンビィ博物館鉄道で動態保存されるAB^{4} 22号車、2011年

ロイク-ロイカーバート鉄道ABDeh4/4形電車(ロイク-ロイカーバートてつどうABDe4/4がたでんしゃ)は、かつてスイス中央部で運行していた私鉄であるロイク-ロイカーバート鉄道（Chemin de fer Loèche–Loèche-les-Bains (LLB)）で使用されていた山岳鉄道用ラック式電車である。

## 概要
スイス国鉄の主要幹線であるローザンヌ-ブリーク線のロイク駅からロイカーバートまでの間を1915年に開業したロイク-ロイカーバート鉄道は、当初より直流1500Vでの電化となっており、開業に際して3機が用意されたラック式電車が本項で述べるABDeh4/4形である。なお、本形式はBCFe4/4形の10-12号機として製造され、その後1956年の称号改正でABFeh4/4形に、1965年の称号改正によってABDeh4/4形となったものであるが、現車の車体に表記された形式名は製造当初はBCFe2/4形、1956年の称号改正後はABFe2/4形となっており、客室等級やラック式駆動装置の有無、粘着動軸/総車軸数をもとに付されるスイス方式の形式名と合致しないものとなっている。本形式が製造された1910年代頃までのスイスのラック式登山鉄道では、2軸の小型電気機関車が客車を押し上げる列車が主であり、一部ではラック式と粘着式両方の駆動装置を組み込んだ2軸ボギー台車を使用した電車が採用され始めていたが、本形式は2軸の小型電気機関車と同構造の駆動装置を2軸ボギー台車として車体内に組込んだ独特の構成となっているのが特徴であり、スイスでは珍しいコンパートメント式の客室とともに他にあまり例を見ない構成の機体となっている。本形式は機械部分、台車をSLM、車体を電機部分をSWS、主電動機はBBCが担当して製造されており、1時間定格出力250kWを発揮する。なお、機番と製造年、製造所は下記のとおりである。
- 10 - 1914年 - SLM/SWS/BBC
- 11 - 1914年 - SLM/SWS/BBC
- 12 - 1914年 - SLM/SWS/BBC

## 仕様

### 車体
- 車体構造は1900-1930年代のスイス私鉄車両では標準であった木鉄合造構造で、台枠は溝形鋼を組んだトラス棒付の鋼材リベット組立式で、その上に木製の車体骨組および屋根を載せて前面および側面外板は鋼板を木ねじ止めとしたものとし、屋根は屋根布張り、床および内装は木製としている。車体は両運転台式で、側面下部にはわずかな裾絞りが付き、前後端部を左右に絞った形状としている。また、窓下および窓枠、車体裾部に型帯が入るほか、窓類は下部左右隅部R無、上部左右隅部はR付きの形態となっている。
- 正面は2枚窓の平妻形態で、上部中央と正面窓下部左右に縦2段に外付式の丸形前照灯および標識灯が配置されるスタイルで、後年正面窓上に庇が設置されている。連結器は台車取付のねじ式連結器で緩衝器は中央、フック、リンクはその左右に配置されており、その下部にスノープラウを兼ねた大型の排障器が設置されているほか、屋根上車端部には電気暖房用の電気連結器のシューもしくはコンタクタを設置している。
- 車体内は運転室、機器室、荷物室、コンパートメント式の3等室（称号改正後の2等室）2室、同じくコンパートメント式の2等室（称号改正後の1等室）、機器室、運転室の配列となっており、コンパートメント式の各室ごとに固有の乗降扉が設置され、客室・荷物室部分の台枠下部全長に渡って1段の乗降ステップが設置され、客室と荷物室は1室あたり中央に外開式の乗降扉1箇所とその左右に下落し式の窓が2箇所の配置となっている。なお、製造時は客室間の仕切壁の上部にガラス窓が設置されていたが、後に2、3等室間の窓は埋められ、3等室間の仕切壁が撤去されている。また、屋根上は片側に菱型のパンタグラフが1基が設置され、その他の部分には全長に渡って主抵抗器と機器類が設けられている。
- 客室は3等室は6人掛、2等室は4人掛の固定式クロスシートを壁面に造り付けで配置しており、座席定員は3等室が計24名、2等室が8名、室内は天井は白、側壁面は木製ニス塗り、荷棚は鉄棒とニス塗り木材を使用したもので座席上に枕木方向に設置されている。また、荷物室内にも折畳式の補助座席が設置されている。
- 運転室は左側運転台で、大形マスターコントローラー、ブレーキハンドルおよび手ブレーキハンドルが設置されている。
- 車体塗装は下半部が明るいブルーグレー、上半部が白に近いクリーム色で、車体下辺部と中央部の帯板と後年装備された正面窓上部の庇を青として腰板周縁部に白の細帯の飾りが入るもので、側面下部中央に「Loèche Les Bains」および形式名と機番がそれぞれ影付きの白色の飾り文字で入っている。なお、車体台枠、床下機器と台車は黒、屋根および屋根上機器はライトグレーである。

### 走行機器
- 走行装置は車両両端に当時スイス各地で採用されていた車軸配置Bzの小型のラック式電気機関車の動力装置を台車として組込んだ形態となっており、制御方式は抵抗制御で1台車あたり1基、計2基の直流直巻整流子電動機主電動機を制御するもので、1台の主電動機で粘着動輪2軸とラック用ピニオン1軸を駆動している。
- 台枠は内側台枠式の板台枠で、動軸2軸が軸距1850mmで配置され、動軸間にラックレール区間での駆動用ピニオンが配置されている。
- 主電動機は台車枠上に1時間定格出力125kWの大形のものが設置され、動軸へは動輪間に設置されたジャック軸のクランクからロッドで各動輪へ駆動力が伝達され、駆動ピニオンへは歯車のみによって伝達される。なお、1942年の更新改造時に主電動機が1時間定格187kWのものとなり、機器類の大型化によって機器室片側の扉が外側に張出した形状のものに変更されている。
- なお、動輪はスポーク式、ピニオンはアプト式ラックレール用の2枚歯のものとなっているほか、機器室内の主電動機上部には補機類や主電動機冷却用送風機が設置され、冷却気は機器室扉に設置されたルーバーから吸入される。
- ブレーキ装置としては主制御装置による発電ブレーキ、回生ブレーキと、ウェスティングハウス式の空気ブレーキおよび手ブレーキを装備しており、それぞれが粘着動輪の踏面ブレーキと主電動機端部に設置されたブレーキドラムに作用する。

### 主要諸元
- 軌間：1000mm
- 電気方式：DC1500V架空線式
- 軸配置：B'zB'z
- 最大寸法：全長13600mm
- 軸距：1850mm
- 全軸距：12600mm
- 動輪径：845mm
- 自重：30.9t（製造時）、33.4t（改造後）
- 定員：1等座席8名、2等座席24名
- 走行装置
  - 主電動機：直流電動機×2台（1時間定格出力：125.0kW×2、改造後187.4kW×2）
  - 減速比：10.36（粘着動輪）
- 最高速度：30km/h（粘着区間）、9km/h（ラック区間）、18km/h（ラック区間、改造後）
- ブレーキ装置：発電ブレーキ、空気ブレーキ、手ブレーキ

## 運行・廃車・譲渡

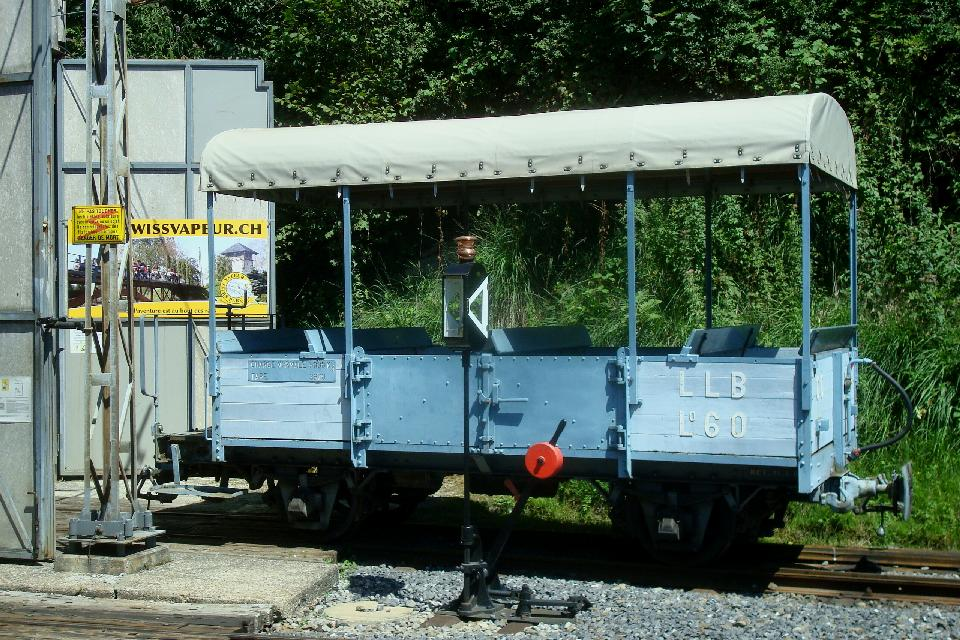
BCFeh4/4形と同じく動態保存されてトロッコ列車として運行されているL 60号車、2010年

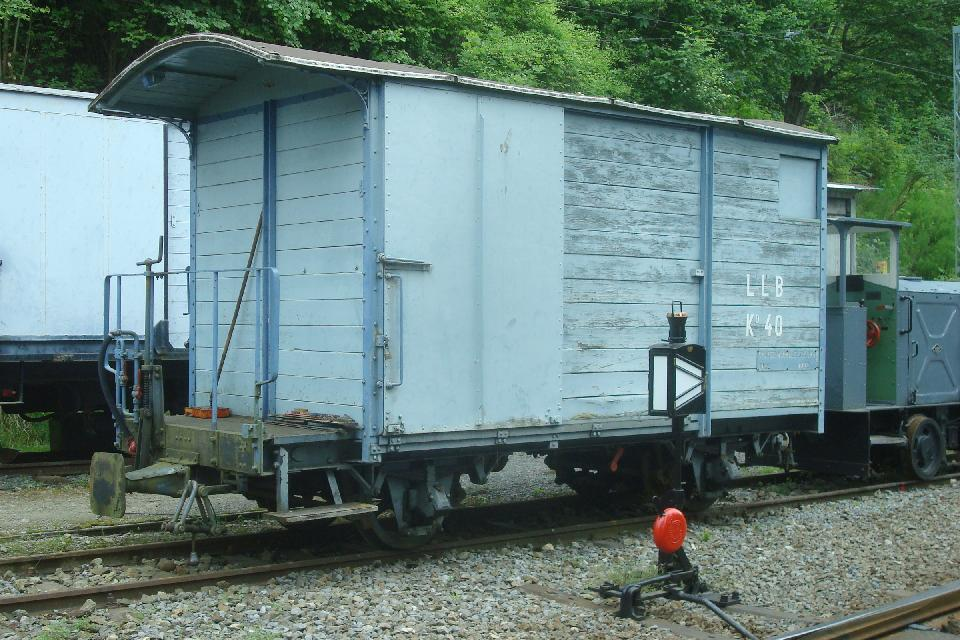
同じく動態保存されているK 40号車、2010年

- 本形式はロイク-ロイカーバート鉄道の開業から廃止まで同鉄道の唯一の動力車としてすべての列車の運行に使用されていた。同鉄道はスイス国鉄の主要幹線であるローザンヌ-ブリーク線のロイク駅に併設された標高626mのロイク・SBB駅からローヌ川を渡ってヴァレー州ロイクの街の中心地に位置する標高750mのロイク・シュタット駅を通り、スイスの伝統的な温泉地で現在では多数のスパがある、 ゲンミ峠を経由するローマ時代からの街道筋の街ロイカーバートの中心に位置する標高1394mのロイカーバート駅へ至る全長10.5km（うちラック区間5.1km、併用軌道2.5km）の山岳鉄道で、軌間1000mm、最急勾配は粘着区間60パーミル、ラック区間160パーミルでラックレール2条のアプト式、電化方式は直流1500Vであった。
- 同鉄道は1915年7月15日の開業に際して本形式3機のほか、BC4 20-22形（称号改正後はAB4 20-22形）2軸ボギー客車3両とK 40-41形有蓋車、M 50-52形無蓋車、L 60-61形無蓋車の7両の貨車を用意しており、その後1937年に建設工事に使用されたHG 2/2 1形蒸気機関車をラッセル式除雪車に改造したX 1号車を導入している。本形式は単行もしくは1-2両の客車を牽引した所要約46分の旅客列車のほか、貨車を牽引して貨物列車、混合列車、工事列車にも使用されていたほか、L 60-61形を改造したトロッコ列車も運行されていた。なお、同鉄道は開業当初冬期運休であったが、ロイカーバートのホテルの要望により1916年より通年運行に変更されている。
- ロイク-ロイカーバート鉄道の旅客は開業以降1960年代まで増加傾向にあったものの、車両や施設の老朽が進んでおり、その更新に費用がかかることからバスに転換されることとなり、1967年5月27日に廃止となった。
- 廃止後に一部の車両は博物館鉄道であるブロネイ-シャンビィ博物館鉄道[6]譲渡されることとなり、ABDeh4/4 10号機のほか、K 40-41形2両、M 50-52形のL 51、L 52号車、L 60-61形2両が同鉄道でロイク-ロイカーバート鉄道時代と同一の塗装・標記で観光列車として運行されている。